# Хернбаумгартен
Хернбаумгартен (нем. Herrnbaumgarten) — ярмарочная коммуна (нем. Marktgemeinde) в Австрии, в федеральной земле Нижняя Австрия. 
Входит в состав округа Мистельбах.  Население составляет 953 человек (на 1 Январь 2010 года). Занимает площадь 16,48 км². Официальный код  —  31621.

## Политическая ситуация
Бургомистр коммуны — христианской Франк (АНП) по результатам выборов 2010 года.
Совет представителей коммуны (нем. Gemeinderat) состоит из 19 мест.
- АНП занимает 15 мест.
- СДПА занимает 3 места.
- АПС занимает 1 места.